# Етнолект
Етнолект — мовна різновидність, що позначає мовців як членів певної етнічної групи, яка спочатку користувалася іншою мовою або характерним варіантом мови.
За іншими визначеннями, етнолектом може вважатися будь-який різновид мови (мова, діалект, субдіалект), пов’язаний з конкретною етнічною групою. Етнолекти можуть слугувати ознакою соціальної ідентичності — як для членів самої спільноти, так і для оточення. Термін поєднує поняття «етнічна група» та «діалект».
Вперше термін був використаний для опису англійської мови монолінгвальних нащадків європейських іммігрантів у Буффало, США.
У північноамериканській соціолінгвістиці термін "етнолект" традиційно використовують для опису англійської мови етнічних іммігрантських груп, що прибули з неангломовних країн. З лінгвістичного погляду, етнолекти характеризуються впливом мови-основи (L1), який виникає під час переходу від двомовності до англомовної монолінгвальності.

## Огляд
Ідея етнолекту пов’язана з мовною варіативністю та етнічною ідентичністю. Згідно з Йошуа Фішманом, соціолінгвістом, процеси стандартизації мови та націоналізму в сучасних суспільствах підсилюють зв'язок між мовою та етнічністю.
Етнічна належність може впливати на мовну варіативність таким чином, що вона відображає соціальні аспекти використання мови. Спосіб, у який етнічні групи взаємодіють одна з одною та з більшістю, формує їхню мовну поведінку. 
Етнолекти зазвичай мають помітні риси, що відрізняють їх від стандартного варіанта мови, яким користуються корінні носії. Ці особливості можуть стосуватись лексики, синтаксису, фонетики або просодії. Такі мовні відмінності можуть слугувати важливими соціальними маркерами для певної етнічної групи.

## Типи етнолектів
Різновиди етнолектів можна поділити на два основні типи:
Перший тип є характерним для певної етнічної групи. У ньому мова більшості, якою користуються мовці, зазнає впливу з боку мови меншини (лексика, граматика, фонологія, просодія), яка пов’язана з їхнім етносом, але вже не використовується активно. Прикладами є єврейська американська англійська, німецько-австралійська англійська (у минулому) та афроамериканська розмовна англійська.
Інший тип називають мультиетнолектом, оскільки він формується колективно кількома етнічними меншинами як форма вираження свого статусу — або навіть як спроба підвищити його. Іноді носії етнічної більшості (особливо молодь) також користуються ним у ситуаціях мовного перетинання, щоб виразити нову спільну ідентичність. Прикладами є Kiezdeutsch, мультикультурна лондонська англійська та сінгапурська англійська.

## Приклади
Нижче подано кілька прикладів етнолектів з їхніми характерними мовними рисами. Ці ознаки виявляються у фонетиці, граматиці, синтаксисі та лексиці. Їх поява зазвичай зумовлена впливом рідної мови носіїв етнолекту.

### Чикано англійська (мексиканський етнолект)
Чикано англійська, або мексикансько-американська англійська, — це етнолект, яким розмовляють мексиканські американці. Він виник у результаті імміграції до США в XX столітті. Деякі риси:
Лексика
- Запозичення: англіцизовані іспанські слова

Your mother is planching.
Planching — англіцизоване від ісп. planchando ('прасує').
Просодія
- Просодія подібна до іспанської, що має складовий ритм.

Фонологія
- Звуження дифтонгів: англійська чикано є більш монофтонговою, особливо в односкладових словах.

### Афроамериканська розмовна англійська (афроамериканський етнолект)
Афроамериканська розмовна англійська (AAVE) — один з найбільш досліджуваних і виразних етнолектів. Поширений серед афроамериканців середнього та робітничого класів у неформальному спілкуванні.
Фонологія
- Обеззвучення фінальних приголосних /b/, /d/, /g/

cub може звучати як cup
- Метатеза у лексемах

aks замість ask
graps замість grasp
Синтаксис
- Альтернативна система вираження часу:

He been done workin – 'він давно закінчив роботу'
He done been workin – 'працював тривалий час до недавнього часу'
- Подвійне заперечення:

I didn't go nowhere – 'я нікуди не пішов'

### Грецько-австралійська англійська (грецький етнолект)
Грецько-австралійська англійська — англійська мова, якою користуються грецькі іммігранти в Австралії. Використовується грецькою громадою вже понад 170 років.
Фонологія
- Зміни голосних:

/ə/ вимовляється як [ε] у закритих складах (напр., houses)
дифтонг у face → [e:i] (day)
near → [ia] або [ija] (here)
останній голосний у comma → [a] (soccer, longer)
- Зміни приголосних:

сильна аспірація /k/ (cold, soccer)
сприйнятна дзвінкість глухих приголосних
часте t-тапання (together, Tuesday, baseball)
Синтаксис
- Обмежене використання всередині громади, особливо в родині
- Еліпсис:

Видалення допоміжних дієслів — How you know?
Пропуск прийменників — We'll go movies.
Пропуск кількісних слів — Can I have money?